# Barbajada
La barbajada o barbagliata è una bevanda  milanese, molto in voga nella prima metà dell'Ottocento, che accompagnava la degustazione dei dolci.
Il termine deriva dal nome proprio del suo inventore, Domenico Barbaja, in gioventù garzone di caffè, poi organizzatore di spettacoli musicali e fondatore del Caffè dei Virtuosi a fianco della Scala.
Questa bevanda era fatta con cioccolata, latte e caffè, zucchero, lavorata con la frusta fino a schiumare, e servita fresca in bicchiere d'estate, o calda con panna in tazza d'inverno.
La barbajada rimase in voga fino agli anni trenta e sopravvisse fino a qualche anno più tardi fino a declinare quasi del tutto.
Negli anni in cui i Savoia, a causa delle invasioni napoleoniche, dovettero rifugiarsi a Cagliari tra il 1807 ed il 1814, il Re di Sardegna Vittorio Emanuele I, come annota Francesco d'Austria-Este e futuro Duca di Modena nella sua Descrizione della Sardegna (1812), si alzava ogni giorno alle sette e faceva una colazione «che consiste sempre in barbaja [sic] ossia caffè, e cioccolata insieme».